# Шоллинер, Герман
Герман Шоллинер (нем. Hermann Scholliner; 15 января 1722, Фрайзинг — 16 июля 1795,  Welchenberg) — немецкий богослов-бенедиктинец и историк.

## Биография
Был профессором догматики в Зальцбурге и с 1773 года в Ингольштадте. Как член Баварской академии наук (с 1759) работал над составлением первых томов сборника архивных текстов по истории Баварии «Monumenta boica» .

## Издания
Кроме работ для сборника «Monumenta boica» (1763), он издал:
- «De magistratuum ecclesiasticorum, origine & creatione» (Зальцбург, 1751—1752, 1757) скан книги 1757 года;
- «De disciplinae arcani antiquitate et usu» (1755) скан;
- «Ecclesiae orientalis et occidentalis concordia in transsubstantione» (1756) скан;
- «De hierarchia ecclesiae catholicae» (1757) скан;
- «Historia theologiae christianae saeculi primi» (Зальцбург, 1761) скан;
- «De conciliis ac formulis Sirmiensibus et subscriptione Liberii» (там же, 1762) скан;
- «Praelectiones theologicae» (там же, 1764, 1769) скан ;
- «Indiculus conciliorum ab anno 716 ad annum 770 in Bajoaria celebrator» (1785) и др.